# Jaroslav Dědič
Jaroslav Dědič (* 19. září 1972) je český novinář, od května 2014 do května 2015 předseda Rady České televize.

## Život
Vystudoval žurnalistiku na Univerzitě Palackého v Olomouci (získal tak titul Mgr.).
Pracoval pro Český rozhlas a následně do roku 2001 působil jako redaktor sportovní redakce v České televizi a rovněž uváděl publicistický pořad "21". Na krátký čas byl ředitelem marketingu v podniku ČKD Holding. Později pracoval v PR agentuře a jako tiskový mluvčí na Ministerstvu financí ČR v době, kdy byl ministrem Bohuslav Sobotka. V současnosti se živí jako konzultant v oblasti marketingu.
V květnu 2009 byl zvolen členem Rady České televize (hlasovalo pro něj devět z deseti přítomných členů Volebního výboru Poslanecké sněmovny PČR). V lednu 2011 se stal místopředsedou Rady ČT, kterou pak z této funkce od března 2014 řídil po vypršení mandátu Milanu Uhdemu a dne 21. května 2014 byl zvolen řádným předsedou Rady České televize, když získal 14 hlasů z 15 možných (byl jediným kandidátem). Funkci zastával do 29. května 2015, kdy mu vypršelo první volební období.
V květnu 2015 byl opět zvolen členem Rady České televize, hlas mu dalo 86 ze 152 přítomných zákonodárců. V červnu 2015 se stal místopředsedou rady. Na funkci místopředsedy rezignoval v listopadu 2020 v souvislosti s nesouhlasem s odvoláním dozorčí komise Rady ČT. Post člena rady zastával až do konce května 2021.